# ابوالحسن علی
ابوالحسن علی ، که همچنین با نام سیّد ابوالحسن کهکی و باقر شاه شناخته می‌شود (؟ – ۱۷۹۲م/ ۱۲۰۶ق) امام اسماعیلی نزاری چهل و چهارم بود. نقش فعالی در زندگی سیاسی ولایت کرمان در دوران پرتلاطم رقابت میان زندیان و قاجاریان برای کنترل ایران ایفا کرد. امام ابوالحسن علی روابط دوستانه‌ای با کریم خان زند داشت، و به همین دلیل توسط او، ابتدا به عنوان منصب بیگلربیگی یا حاکم شهر کرمان و سپس حدود سال ۱۱۷۰ هجری/۱۷۵۶ میلادی به عنوان حاکم کل استان کرمان منصوب شد. وی همچنین از پیروان طریقت نعمت‌اللهیه، که در کرمان فعالیت‌های خود را احیا می‌کردند، حمایت و پشتیبانی به عمل آورد.